# Hogg
Hogg je priimek več oseb:
- Frank Scott Hogg, kanadski astronom
- Helen Sawyer Hogg, kanadska astronomka
- Douglas McArthur Hogg, britanski general
- Oliver Frederick Gillian Hogg, britanski general